# 小行星15126
小行星15126（15126 Brittanyanderson）是一颗绕太阳运转的小行星，为主小行星带小行星。该小行星于2000年3月8日发现。

## 轨道参数
小行星15126的轨道半长轴为2.2715534 UA，离心率为0.173。